# Давид II (цар Імереті)
Давид II (груз. დავით II; 1756–1795) — цар Імереті (1784–1789). Син царя Георгія IX.

## Життєпис
У квітні 1784 року, після смерті свого двоюрідного брата, царя Соломона Великого, Давид почав боротьбу за царський престол. За рік до своєї смерті Соломон призначив спадкоємцем свого племінника, царевича Давида (майбутнього Соломона II), який виховувався при дворі свого діда, царя Картлі та Кахетії Іраклія II. 4 травня 1784 року за підтримки Кації II Дадіані, князя Мегрелії, та деяких імеретінських тавадів Давида II було проголошено новим царем Імеретії.
1789 року картлі-кахетинський цар Іраклій II організував військовий похід на Імереті, щоб посадити на престол свого онука Давида. 10 червня 1789 в битві при Матходжі Давид II зазнав поразки, втратив трон й утік до турецької провінції Ахалцихе. Царевич Давид став новим царем під іменем Соломона II. Наступного року Давид II повернувся з турецьким військом, щоб усунути від влади Соломона II, але зазнав поразки та знову втік до Туреччини. Згодом він примирився з Соломоном, повернувся до Імереті, де отримав великі земельні володіння. Незважаючи на це, Давид не відмовився від своїх претензій на царський трон. 1792 року Давид найняв у Дагестані найманців, щоб повернути собі престол, але зазнав остаточної поразки й утік до турецьких володінь.
1795 року Давид II помер від натуральної віспи в Ахалцихе.